# Supercoupe du Cap-Vert de football
La Supercoupe du Cap-Vert de football est une compétition de football créée en 2017 opposant le champion du Cap-Vert au vainqueur de la coupe du Cap-Vert, disputée en un match unique.

## Histoire
La première édition de la Supercoupe se tient en 2013 et se conclut sur la victoire du Sporting Clube da Praia.
La compétition n'est pas disputée entre 2015 et 2017.

## Palmarès
| Édition     | Vainqueur                   | Score             | Finaliste                 |
| ----------- | --------------------------- | ----------------- | ------------------------- |
| 2013        | Sporting Clube da Praia     | 0 - 0 (5 - 3 tab) | CD Onze Unidos            |
| 2014        | Clube Sportivo Mindelense   | 1 - 0             | Sporting Clube da Praia   |
| 2015 à 2017 | Non disputée                | Non disputée      | Non disputée              |
| 2017-18     | Académica da Praia          | 1 - 0             | Sporting Clube da Praia   |
| 2018-19     | UD Santo Crucifixo          | 3 - 1             | Clube Sportivo Mindelense |
| 2020-21     | Non disputée                | Non disputée      | Non disputée              |
| 2021-22     | Clube Desportivo Travadores | 0 - 0 (4 - 3 tab) | Académica do Mindelo      |
| 2022-23     | Académica do Mindelo        | 1 - 0             | Barreirense SC            |